# Huang Shengchi
Huang Shengchi (chino simplificado= 黄圣池), es un actor y presentador chino.

## Biografía
Se entrenó en la Academia de Cine de Pekín (en inglés: "Beijing Film Academy").

## Carrera
En julio del 2016 se unió al elenco recurrente de la segunda temporada de la serie The Whirlwind Girl 2 donde dio vida a Shen Bo, un miembro del centro de Taekwondo "Xian Wu". El actor Yang Tailang interpretó a Shen Bo durante la primera temporada.
Ese mismo año apareció en la serie Ice Fantasy donde interpretó al Príncipe heredero Shang Lie.
En el 2017 se unió al elenco de la serie My Mr. Mermaid (浪花一朵朵) donde dio vida al nadador Qi Ruifeng, el mejor amigo de Tang Yibai (Xiong Ziqi).
El 8 de mayo del 2018 se unió al elenco principal de la serie Summer's Desire (泡沫之夏) donde interpretó al famoso y arrogante Luo Xi, quien está enamorado de Yin Xiamo (Zhang Xueying) a quien conoce desde que eran adolescentes en el mismo orfanato, hasta el final de la serie en junio del mismo año.
En junio del 2019 se unió al elenco de la serie Chasing Ball (追球) donde dio vida a Li Sheng, un jugador de tenis de mesa.
El 3 de septiembre del mismo año se unió al elenco principal de la serie Mountains and Ocean (你是我眼中的山川和海洋) donde interpretó a Ye Lin, el hermano de Ye Miao (Fan Zhixin), cuya familia tiene una abundante colección de pergaminos y pinturas antiguas que han sido transmitidas por generaciones, hasta el final de la serie el 17 de septiembre del mismo año.
En el 2021 se unirá al elenco principal de la serie Ugly Beauty (皮囊之下) donde dará vida a Ji Chenmo, un reportero de entretenimiento que en su desesperado intento por descubrir el repentino cambio en la personalidad de la famosa Zheng He Huizi (Yao Menggui), se enamora de ella, sin saber que en realidad es su hermana gemela Xiao Mu (Yao Menggui).
En enero del mismo año se anunció que se había unido al elenco principal de la serie The Flowers Are Blooming donde interpretará a Li Qingfeng.

## Filmografía

### Series de televisión
| Año             | Título                   | Personaje   | Notas        |
| --------------- | ------------------------ | ----------- | ------------ |
| 2021 - presente | The Flowers Are Blooming | Li Qingfeng |              |
| 2021 - presente | Ugly Beauty              | Ji Chenmo   |              |
| 2019            | Mountains and Ocean      | Ye Lin      | 24 episodios |
| 2019            | Chasing Ball             | Li Sheng    |              |
| 2018            | Summer's Desire          | Luo Xi      | 36 episodios |
| 2017            | My Mr. Mermaid           | Qi Ruifeng  |              |
| 2016            | Ice Fantasy              | Shang Lie   |              |
| 2016            | The Whirlwind Girl 2     | Shen Bo     |              |

### Apariciones en programas
| Año  | Programa   | Notas |
| ---- | ---------- | ----- |
| 2018 | 诗意中国   |       |
| 2018 | 嗨！蓝朋友 |       |

### Presentador
| Año  | Programa                      | Notas          |
| ---- | ----------------------------- | -------------- |
| 2017 | 无与伦比的发布会              | presentador    |
| 2016 | 大牌对王牌第三季              | co-presentador |
| 2016 | 大牌对王牌第二季              | co-presentador |
| 2015 | Trump Card (大牌对王牌第一季) | co-presentador |

## Discografía
| Año | Programa                                          | Notas |
| --- | ------------------------------------------------- | ----- |
| -   | Hei Mao Niu Nai (Ge Chang Ban - 黑猫牛奶 (合唱版) |       |
| -   | Summer                                            |       |
| -   | Dang Ai Lai De Shi Hou (当爱来的时候)             |       |